# 薙刀
薙刀，又稱長刀，是日本古代的一種長柄武器，其刀幅較寬，刀刃部分有很大弧度。其形狀與中國的眉尖刀相似。
薙刀誕生的過程目前尚不明瞭。有种说法是由奈良时代后期（710年—794年），镰仓时代的手鉾改造而来也可能是奈良時代的遣唐僧人將中國禪宗寺院習武使用的朴刀（发源于宋代）帶回日本，因宋代（960年 - 1279年）朴刀被廣泛用來對付騎兵，與宋代交流密切的日本亦流行起來，後來逐漸獨立發展適合日本人體型的輕量化朴刀，即日本薙刀和長卷的兩種樣式。在奈良時代和平安時代，日本的僧兵所裝備的刀多為薙刀。薙刀在源平合戰中被廣泛使用，這是薙刀使用的鼎盛時期。進入鐮倉時代以後，武士們使用太刀，而足輕使用的武器多為薙刀。而此後在南北朝時代相繼出現了矛、槍、長卷等武器，薙刀的使用開始逐漸減少。戰國時代戰爭模式由武士個戰轉換成足輕集團戰後，長槍變成主要武器，薙刀開始逐漸退出戰爭的歷史舞臺，江戶時期因規定苗字帶刀轉為僧人和婦女平民的武具。
江戶時代武家的婦女必須學習薙刀術。而明治維新以後，薙刀術又被列為日本的九種武道之一。
薙刀有时也作为能乐的道具之一。